# 1985 في بلغاريا
فيما يلي قوائم الأحداث التي وقعت خلال عام 1985 في بلغاريا.

## سياسة

### تعيين في المنصب
- 1 يناير – اوزكر لافونتاينه رئيس-الوزراء.

## رياضة
- 1 يناير – بطولة أوروبا للألعاب المائية 1985

## مواليد

### يناير
- 10 يناير – جيورجي هريستوف لاعب كرة قدم بلغاري.
- 22 يناير – أيفان بيتكوف سفتيكوف لاعب كرة قدم بلغاري.
- 22 يناير – هيرستو زلاتينسكي لاعب كرة قدم بلغاري.

### مارس
- 11 مارس – أنطون بتروف لاعب كرة قدم بلغاري.
- 11 مارس – إيفو إيفانوف لاعب كرة قدم بلغاري.

### أبريل
- 30 أبريل – إيفو ايفانوف لاعب كرة قدم بلغاري.

### مايو
- 20 مايو – ميروسلاف مانولوف لاعب كرة قدم بلغاري.

### يونيو
- 6 يونيو – نيكولاي فاربانوف لاعب كرة سلة بلغاري.

### يوليو
- 22 يوليو – إيمين نوري لاعب كرة قدم سويدي.

### أغسطس
- 27 أغسطس – بيتار لازاروف لاعب كرة قدم بلغاري.
- 27 أغسطس – خريستو ماركوف لاعب كرة قدم بلغاري.

### سبتمبر
- 7 سبتمبر – جورجي سارموف لاعب كرة قدم بلغاري.

### أكتوبر
- 2 أكتوبر – هريستو نيكولوف لاعب كرة سلة بلغاري.
- 18 أكتوبر – بيتر زانيف لاعب كرة قدم بلغاري.

### ديسمبر
- 16 ديسمبر – ستانيسلاف مانوليف لاعب كرة قدم بلغاري.
- 20 ديسمبر – إليان ميتسانسكي لاعب كرة قدم بلغاري.
- 23 ديسمبر – محمد محمد لاعب كرة قدم سويدي.
- 25 ديسمبر – روسيف

## وفيات

### نوفمبر
- 15 نوفمبر – ديميتار بانوف (مواليد 1902) ممثل بلغاري.